# Andine Musik

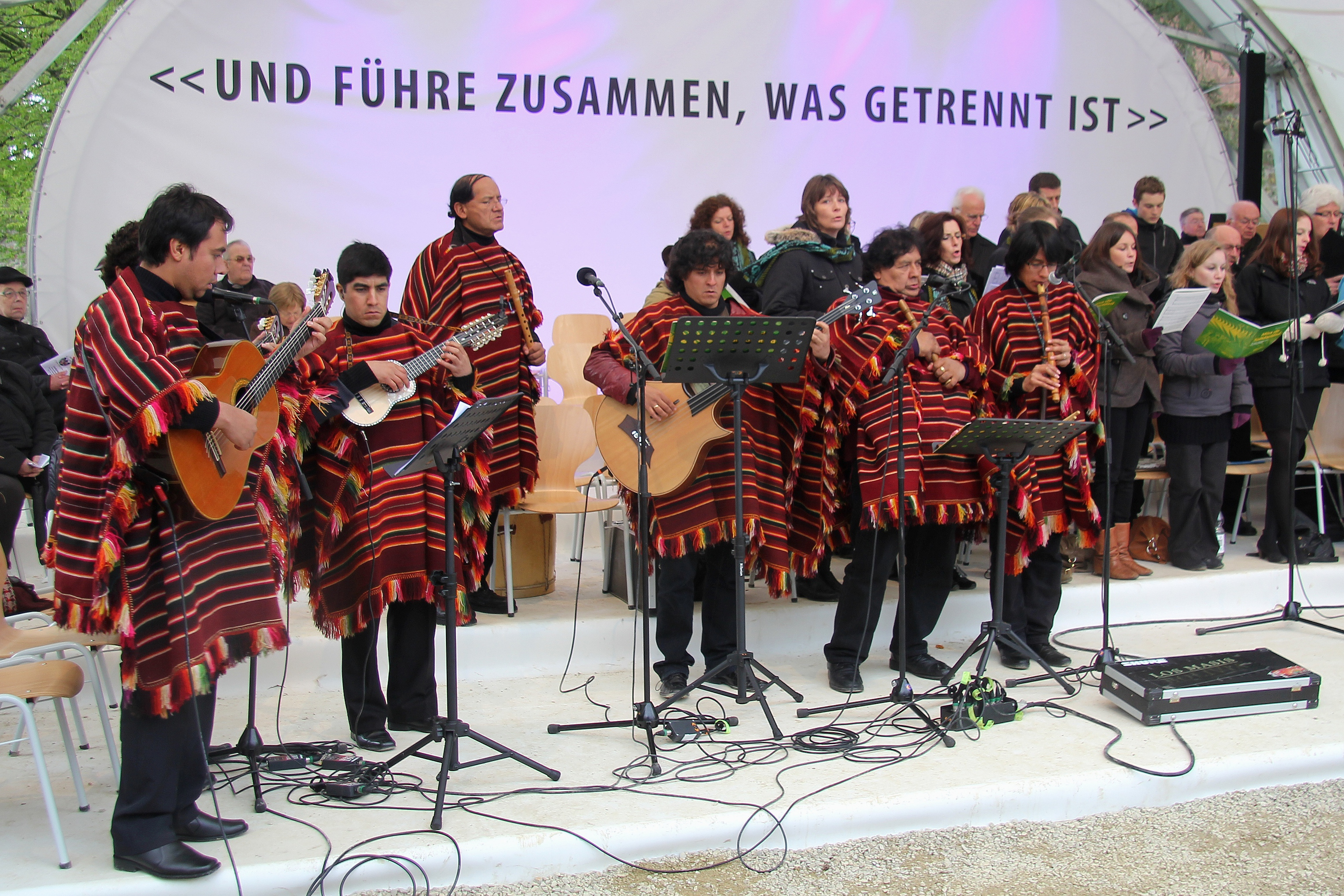
Die bolivianische Gruppe Los Masis begleitet als musikalische Begleiter eines Gottesdienstes in Trier

Als Andine Musik bezeichnet man bestimmte Musikstile der Andenländer im Nordwesten Südamerikas, insbesondere die von Bolivien, Peru und Ecuador, die ein gemeinsames traditionelles Erbe aufweisen.

## Geschichte
In präkolumbischer Zeit entwickelten sich in der Andenregion verschiedene Tänze und Musikformen, die auf der sogenannten Obertonharmonik basierten. Das bedeutet, dass anstatt der in der westlichen Musik dominierenden Tonleiter die Obertonreihen die Basis der Melodien bildeten. Die Instrumente dieser Zeit waren ausschließlich Blas- und Perkussionsinstrumente.
Mit dem Eintreffen der Spanier vermischten sich diese Stile mit den für Europa typischen Musik- und Harmonieformen. Die Musik integrierte Saiteninstrumente wie das Charango (eine kleine Mandolinenform) und die Gitarre. Dennoch blieben Reste der Obertonharmonik in der Musik erhalten, ebenfalls die Dominanz der Blasinstrumente, besonders die verschiedener Flöten und Panflöten (Siku).

## Tänze und Rhythmen
- Carnavalito: Schneller Tanz im 3/8-Takt, ursprünglich aus dem Tiefland Boliviens, der sich in der Folklore der Andenländer großer Beliebtheit erfreut.
- Saya: Relativ schneller Tanz, der in einer Mischform zwischen 4/4- und 12/8-Takt vorgetragen wird.
- Huayno: Beliebter Tanz im 2/4-Takt. Wird besonders im Titikakaseegebiet und Bolivien auch Huayño oder Wayño genannt.
- es gibt eine Reihe weiterer Rhythmen, z. B. Chuntunqui, Cueca, Kantu, Morenada, Sicuri, Tonada, Tinku, Yaravi

International bekannt ist die 1968 gegründete bolivianische Gruppe Ruphay, die Panflöten, Gitarren und Trommeln spielt.

## Musikinstrumente

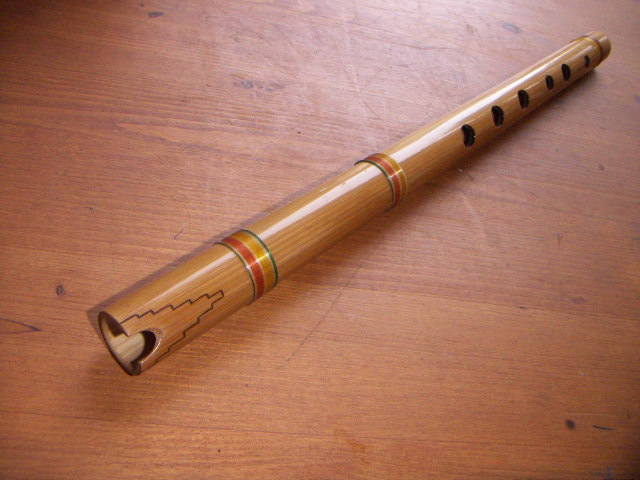
Quena

- Siku oder Zampoña: eine Panflöte, von der es verschiedene Größen gibt.
- Quena: eine Kerbflöte aus Holz oder Bambus mit besonderer Anblastechnik.
- Charango: Kleines, mandolinenähnliches Saiteninstrument, dessen Korpus aus dem Panzer eines Gürteltieres (oder Holz) hergestellt wird.
- Bombo: große Trommel, bespannt mit Schaf- oder Ziegenfell.
- Chullus: Schnurrassel aus mehreren zusammengebundenen Ziegenkrallen.
- Caña: ein Blasinstrument von den Ausmaßen eines Alphorns, hergestellt aus Naturrohr und Schweineschwanz für die Bildung des Ausgangs.